# Celanova

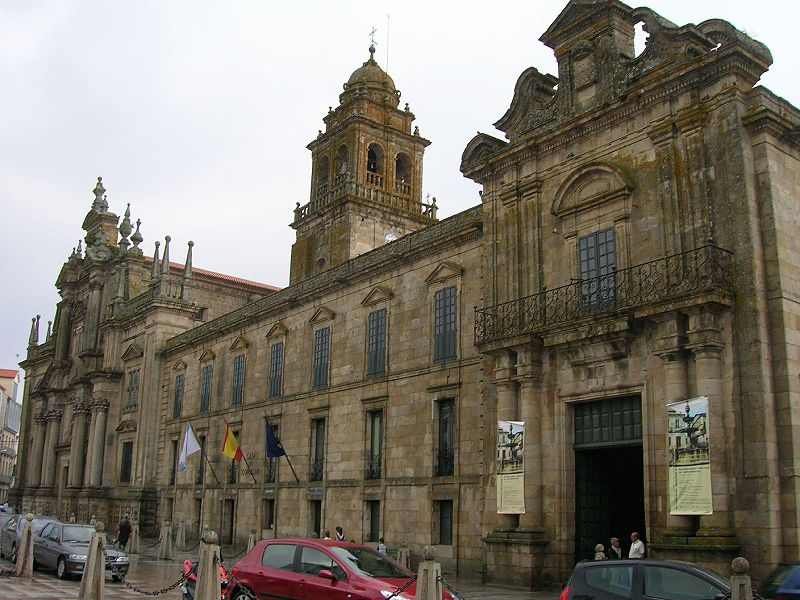
Fasada klasztoru San Salvador

Celanova – miasto w Hiszpanii, w prowincji Pontevedra, we wspólnocie autonomicznej Galicja (Hiszpania).

## Zabytki
- klasztor San Salvador, założony w X wieku, później przebudowywany, zwłaszcza w stylu barokowym. Na terenie klasztoru znajduje się potężny kościół z barokowa fasada powstałą w latach 1661–1667.

## Miasta partnerskie
- Guadix, Hiszpania
- Rubí, Hiszpania